# 顾树桢
顾树桢（1919年5月14日—2023年1月5日），男，汉族，浙江嘉善人，中国会计学家，曾任上海市财政局局长、党委副书记，上海市人民政府副秘书长。